# Petrell de Vanuatu
El petrell de Vanuatu (Pterodroma occulta) és un ocell marí de la família dels procel·làrids (Procellariidae), d'hàbits pelàgics, que cria sobre algunes illes de l'arxipèlag de Vanuatu.

## Descripció
Aquesta espècie s'assembla al petrell collblanc (Pterodroma cervicalis), però és lleugerament més petita, amb 40 centímetres de llargada i un pes de 300 a 350 grams. Té la capçada negra, el coll posterior blanc, l'esquena, les ales i la cua gris fosc i el dors més fosc. Les parts inferiors són blanques amb bases fosques a les plomes principals. Com el petrell collblanc, les parts superiors es tornen més fosques a mida que es desgasten.

## Taxonomia
Aquest ocel marí poc conegut va ser descrita científicament per primera vegada per Imber i Tennyson el 2001 basant-se en sis exemplars capturats el 1927 davant de Merelava, Vanuatu, i un sol ocell trobat a la costa el 1983 a Nova Gal·les del Sud, Austràlia.
La primera localitat de cria confirmada es va descobrir només el 2009 a l'illa de Vanua Lava, Vanuatu, però basant-se en informes de la gent del lloc, se suposa que també cria a Merelava. La UICN, el Manual del Ocells del Món i Birdlife International principalment, no reconeicen el petrell de Vanuatu com a espècie, però mantenen que és una subespècie del petrell collblanc, P. cervicalis occulta, molt similar, i les espècies "combinades" es consideren vulnerables.